# Leonardita

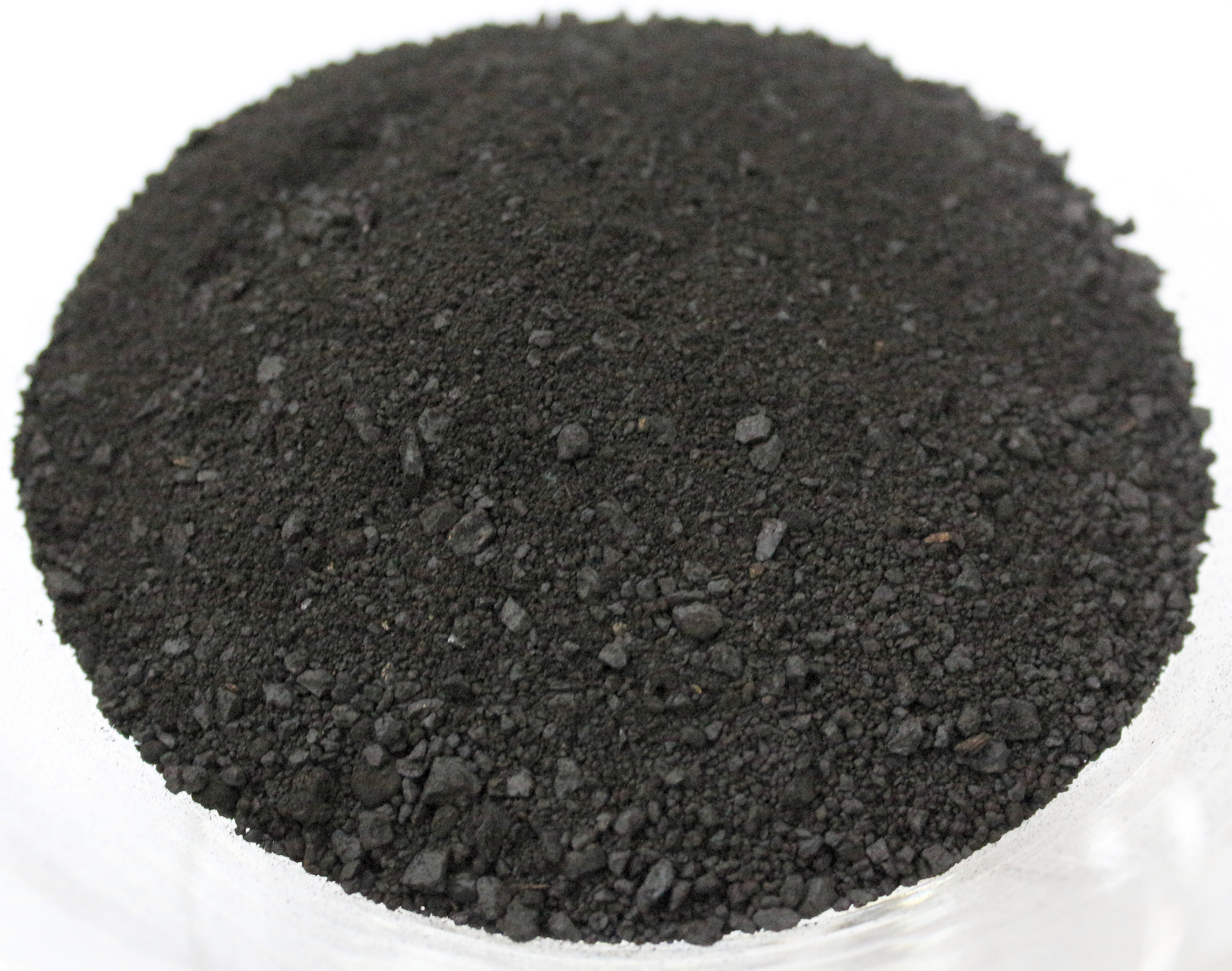
Leonardita

La leonardita es un mineraloide con brillo vítreo ceroso, de color negro o marrón, fácilmente soluble en soluciones alcalinas. Es un producto de oxidación del lignito, asociado con la minería de superficie. Es una fuente de ácido húmico y se utiliza como acondicionador de suelos, como estabilizador de resinas de intercambio iónico en el tratamiento de aguas, en la remediación de ambientes contaminados y como aditivo de  perforación. Fue nombrado en honor a A.G. Leonard, primer director del Servicio Geológico de Dakota del Norte, en reconocimiento a su trabajo en estos depósitos.

## Formación
La leonardita se encuentra asociada con depósitos de lignito someros. Se cree que se forma por la oxidación del lignito, una interpretación respaldada por el análisis químico de leonardita en comparación con el lignito.

## Localización
La leonardita se describió por primera vez en Dakota del Norte y se encuentra asociada con prácticamente todos los depósitos de lignito del estado. Posteriormente se ha reconocido en yacimientos en todo el mundo a partir de depósitos de lignito o carbones subbituminosos, en Achlada y Zeli, Grecia, en Turquía y en Bacchus Marsh, Australia.

## Usos

### Acondicionador de suelos
Se utiliza para mejorar suelos, ya sea aplicándolo directamente a la tierra, o como ácido húmico o humato de potasio. El potencial de geosecuestro de carbono de la leonardita, en particular para acelerar rápidamente la acción microbiana para retener el carbono en los suelos, proporciona la base para una extensa investigación en Victoria sobre el aspecto fertilizante orgánico del lignito.

### Remediación de suelos contaminados
La leonardita se puede agregar directamente a los suelos para reducir la absorción de metales por parte de las plantas en suelos contaminados.

### Aditivo de perforación
La leonardita se usa para estabilizar y diluir el fluido de perforación que se usa para abrir pozos de petróleo, gas y geotérmicos. Se empleó ampliamente por primera vez durante la Segunda Guerra Mundial cuando el tanino de quebracho se volvió difícil de obtener. Tiene muy buena estabilidad en toda la escala de temperatura y evita la solidificación de los lodos de cal alrededor de 150 °C